# Lubuagan
Lubuagan (Bayan ng Lubuagan) är en kommun i Filippinerna. Kommunen ligger på ön Luzon, och tillhör provinsen Kalinga. Folkmängden uppgår till 9 875 invånare.
Lubuagan är indelat i 9 barangayer.

## Bildgalleri

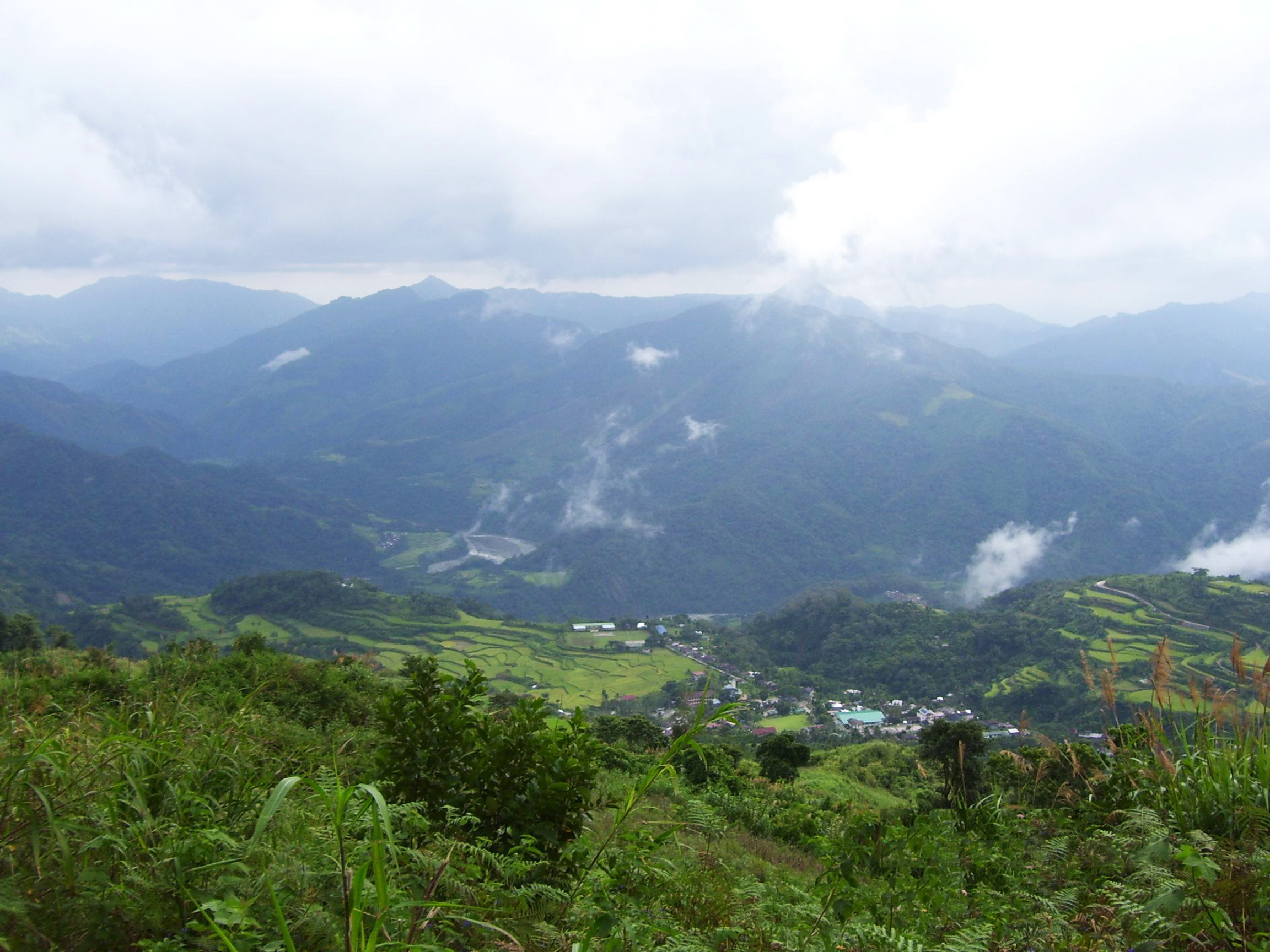